# La araucana (pel·lícula)
La araucana és una pel·lícula dirigida per Juli Coll i Claramunt de 1971, una coproducció d'Espanya, Xile i Itàlia. Basada en el poema èpic d'Alonso de Ercilla i presentada com una coproducció ambiciosa, el seu resultat final no va respondre a les expectatives i va ser un fracàs comercial.

## Argument
La història abasta des del moment en què Pedro de Valdivia surt del Cusco al gener de 1540 fins a la seva derrota i mort a la batalla de Tucapel, descrivint detalladament el seu romanç amb Inés de Suarez.

## Repartiment
- Venantio Venantini - Pedro de Valdivia
- Elsa Martinelli - Inés de Suárez
- Eduardo Fajardo - Virrei Lagasca
- Elisa Montés - La Coia

## Premis
Medalles del Cercle d'Escriptors Cinematogràfics
| Any  | Categoria          | Persona                    | Resultat  |
| ---- | ------------------ | -------------------------- | --------- |
| 1971 | Millor fotografia  | Mario Pacheco              | Guanyador |
| 1971 | Millor ambientació | Eduardo Torre de la Fuente | Guanyador |